# Bruno Damiani
Bruno Damiani Píriz (Montevideo, Uruguay, 18 de abril de 2002) es un futbolista uruguayo que juega de delantero en el Philadelphia Union de la Major League Soccer.

## Trayectoria

### Nacional
Debutó en el primer equipo tricolor el 11 de enero de 2023, en un amistoso disputado en el Gran Parque Central ante Vélez Sarsfield. Su primer partido oficial fue el 1 de abril del mismo año en la derrota de su equipo frente a Peñarol, cuando disputó 9 minutos.
En su primera temporada como profesional disputó 20 partidos oficiales, la mayoría como suplente, anotando 2 goles.

### Boston River
En el 2024 fue cedido a préstamo al Club Atlético Boston River, en donde se convirtió en el centrodelantero titular. Tuvo una gran temporada en el club, disputando 38 partidos y anotando 12 goles, todos ellos por el Campeonato Uruguayo 2024, donde fue el segundo máximo goleador del certamen.

### Regreso a Nacional
Tras la buena temporada en Club Atlético Boston River, es titular en el primer partido de la temporada, por la Supercopa Uruguaya 2025. También fue titular en la primera fecha del Campeonato Uruguayo 2025. Fue suplente y no ingresó en la segunda fecha del torneo, luego de la cual se confirma su pase al exterior.

### Philadelphia Union
El 11 de febrero de 2025 se confirma su venta al Philadelphia Union, quien pagó un monto cercano a los USD 3.400.000 por su ficha.

## Selección nacional
En mayo de 2024 fue convocado a la primera selección nacional de fútbol Uruguay A' de la historia. Debutó con Uruguay A' el 31 de mayo de 2024 en un empate sin goles contra Costa Rica.

## Estadísticas

### Clubes
Actualizado al 11 de febrero de 2025.
| Club                         | Div.          | Temporada     | Liga  | Liga  | Liga   | Copas nacionales | Copas nacionales | Copas nacionales | Copas internacionales | Copas internacionales | Copas internacionales | Total | Total | Total  |
| Club                         | Div.          | Temporada     | Part. | Goles | Asist. | Part.            | Goles            | Asist.           | Part.                 | Goles                 | Asist.                | Part. | Goles | Asist. |
| ---------------------------- | ------------- | ------------- | ----- | ----- | ------ | ---------------- | ---------------- | ---------------- | --------------------- | --------------------- | --------------------- | ----- | ----- | ------ |
| Nacional · Uruguay           | 1.ª           | 2023          | 14    | 1     | 1      | —                | —                | —                | 6                     | 1                     | 1                     | 20    | 2     | 2      |
| Nacional · Uruguay           | 1.ª           | 2025          | 1     | 0     | 0      | 1                | 0                | 0                | 0                     | 0                     | 0                     | 2     | 0     | 0      |
| Nacional · Uruguay           | Total club    | Total club    | 15    | 1     | 1      | 1                | 0                | 0                | 6                     | 1                     | 1                     | 22    | 2     | 2      |
| C. A. Boston River · Uruguay | 1.ª           | 2024          | 34    | 12    | 5      | 4                | 0                | 0                | —                     | —                     | —                     | 38    | 12    | 5      |
| C. A. Boston River · Uruguay | Total club    | Total club    | 34    | 13    | 5      | 4                | 0                | 0                | 0                     | 0                     | 0                     | 38    | 12    | 5      |
| Total carrera                | Total carrera | Total carrera | 49    | 14    | 6      | 5                | 0                | 0                | 6                     | 1                     | 1                     | 60    | 14    | 7      |

### Campeonatos nacionales
| Título             | Equipo   | País    | Año  |
| ------------------ | -------- | ------- | ---- |
| Supercopa Uruguaya | Nacional | Uruguay | 2025 |